# Зенково (Ханты-Мансийский район)
Зенково — село в России, находится в Ханты-Мансийском районе, Ханты-Мансийского автономного округа — Югры. Входит в состав Сельского поселения Шапша.
Население на 1 января 2008 года составляло 109 человек.
Почтовый индекс — 628505, код ОКАТО — 71129912002.

## История
В 1926 г. в селе Зенково было 71 хозяйство, в которых проживало 276 чел., из них 272 чел. или 98,6% - были русские.

## Статистика населения
| Год  | Численность постоянного населения (среднегодовая) |
| ---- | ------------------------------------------------- |
| 2002 |                                                   |
| 2008 | 109                                               |
| 2010 |                                                   |

## Климат
Климат резко континентальный, зима суровая, с сильными ветрами и метелями, продолжающаяся семь месяцев. Лето относительно тёплое, но быстротечное.